# Demas
Demas é um personagem bíblico do Novo Testamento mencionado em algumas epístolas de Paulo como um dos cooperadores do apóstolo na época em que ele se encontrava na sua primeira prisão em Roma por volta do ano 60 do século I .
"Saúda-vos Lucas, o médico amado, e Demas." (Colossenses 4:14)
"Marcos, Aristarco, Demas e Lucas, meus cooperadores." (Filemom 1:24)
No entanto, na segunda carta pastoral a Timóteo, escrita entre os anos de 66 e 67 da era cristã, Paulo fala que Demas teria lhe desamparado e, talvez, até se afastado da Igreja:
"Porque Demas me desamparou, amando o presente século, e foi para Tessalônica, Crescente para Galácia, Tito para Dalmácia." (II Timóteo 4:10)
Pouco se sabe sobre a origem desse personagem secundário que não aparece no livro de Atos, mas apenas nas três epístolas acima citadas, as quais foram escritas na cidade de Roma.
Na sua carta a Timóteo, Paulo fala que Demas teria amado ao presente século, o que pode significar que seu discípulo tenha se acovardado diante das duras perseguições promovidas pelo imperador Nero contra os cristãos ou então afastando-se dos mandamentos da vida cristã.
2 Timóteo 4;10
Por Demas ter sido citado após as cartas a Timóteo, em Filemom 1:24, resta a dúvida se ele se reconciliou com o Senhor ou se cronologicamente Filemom deveria estar antes das cartas a Timóteo.